# Лобановский, Александр Николаевич

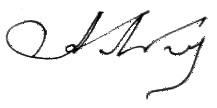
Подпись Александра Лобановского

Александр Николаевич Лобановский (15 февраля 1935, Ленинград — 3 августа 2015, Санкт-Петербург) — советский и российский музыкант, бард, режиссёр массовых праздников и эстрады.
Наиболее известные песни: «Баллада о свечах» (Дождь притаился за окном…), «Очарована, околдована» (на стихи Н. А. Заболоцкого), «Бабье лето» (Осень катится, осень катится, в ноги катится…), «Серые шинели» (Мимо русского села русская пехота…), «Ах, сенокос» (Я по должности техник-дантист, по призванию я оптимист…).

## Биография
Окончил Ленинградское Нахимовское училище.
С 1952 по 1955 год учился в Ленинградском государственном университете им. А. А. Жданова на юридическом факультете по специальности «Правоведение», не окончил, выдана академическая справка. Отчислен за академическую задолженность и систематические пропуски занятий. В 1960 году снова был зачислен в Ленинградский ордена Ленина государственный университет имени А. А. Жданова на заочное отделение, философский факультет, где проучился всего пару лет.
Писал песни, в основном на свои стихи, с 1950 года. С 1962 года выступает от общества «Знание». С 1969 года выступал от различных филармоний на профессиональной эстраде. Более двадцати лет его имя находилось в «чёрных списках» деятелей культуры, о которых не должны были упоминать средства массовой информации.
Во второй половине 80-х годов А.Лобановский постоянно был участником бардовских вечеров в ДК «Красный Октябрь» при заводе Кулакова.
В 1990 году Лобановский подал в суд на автора-исполнителя Михаила Звездинского, указывая, что тот присвоил его песни «Сгорая, плачут свечи», «Очарована, околдована», «Проститутка Буреломова», «Шёл я в ночь», «Увяли розы», «Сенокос» и «Нерусь». Несмотря на то, что Лобановский суд выиграл, материальной компенсации он не дождался, а вместо этого получил звонки с угрозами. Несмотря на это, в Российском авторском обществе авторами всех спорных песен, кроме «Проститутки Буреломовой», «Шёл я в ночь» и «Нерусь» указаны и Звездинский, и Лобановский.
Скончался 3 августа 2015 года.
Похоронен на Смоленском православном кладбище, 7-й урновый участок.

## Семья
Был неоднократно женат, имел двух законнорождённых и одну незаконнорождённую дочь.

## Награды и премии

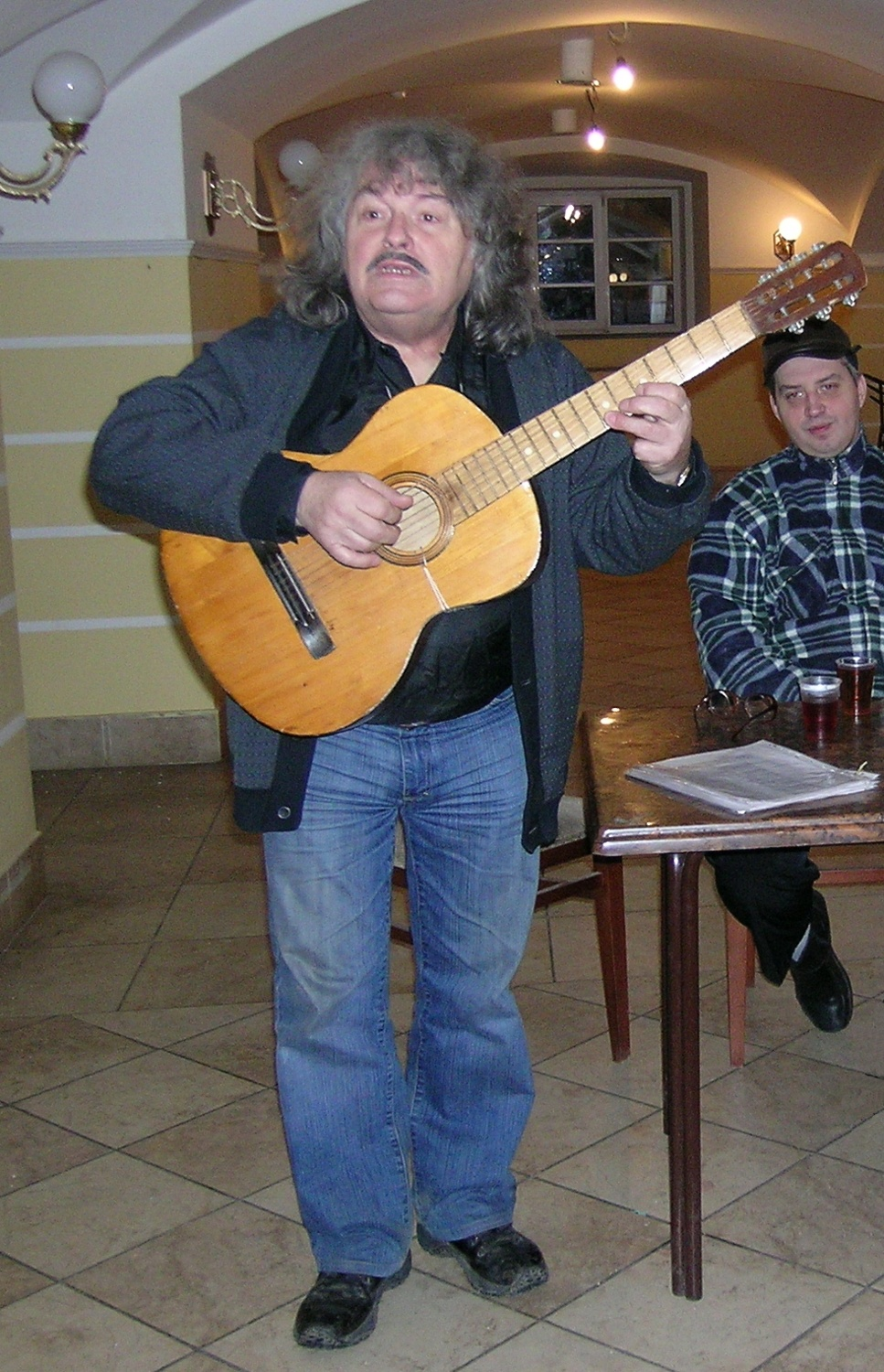
Выступление Лобановского в клубе «25+». Санкт-Петербург

Избран Действительным членом Академии русской словесности и изящных искусств имени Г. Р. Державина. 

Принят в члены Союза писателей. 

Присвоено звание профессора (по совокупности творческих работ).
- медаль «За служение Родине с детства» (2004)
- «За веру и службу России» (2010, к 75-летию)
- орден «Польза, Честь и Слава» (2010, к 75-летию)
- «Орден Богдана Хмельницкого» (2010, к 75-летию)

## Альбомы
- 1968−69 — А. Лобановский
- 1970-е — «Воркутинские записи» − № 1 (гитара)
- 1970-е — «Воркутинские записи» − № 2 (гитара)
- 1970-е — «Воркутинские записи» − № 3 (гитара)
- 1975 — «Секс-страдания» (фоно Е. Драпкин)
- 1976 — «Запись под гитару» («Наука − философия»)
- 1976 — «Для моих ленинградских друзей»
- 1986 — «В гостях у В. Шандрикова»
- 1991 — «1-й концерт в США»
- 1991 — «2-й концерт в США»
- 1991 — «3-й концерт в США»
- 1993 (LP) — Александр Лобановский и Братья Жемчужные − Великие хиты (1997 CD L-001-C1)
- 1993 — «СГОРАЯ ПЛАЧУТ СВЕЧИ» (с анс. «Братья Жемчужные»)
- 2000 — Песни Александра Лобановского. Вальс над Белокурихой
- 2000 — Записи на Алтае
- 2002 — «Запись в сопровождении 2-х гитар»
- 2004 — «Запись для фонотеки Антона Евгеньевича Щербакова, М.Лоова (июнь 2004)»
- 2005 — «Эротические куплеты для коллекции Михаила Лоова»
- 2006 — Песни автора (запись у М. Иноземцева)
- 2007 — В гостях у Ж. Спаривак
- 2007 — Сгорая плачут свечи (запись в студии под гитару)
- 2008 — Концерт в синагоге
- 2009 — Первые дни плавания (концерт для Славы Евсеева)
- 2014 — Ещё не выпито вино

### Публикации
- Берег надежд: песни ленинградских авторов. 1950—1960-е годы. — СПб.: Бояныч, 2002. — 448 с, ил. — ISBN 5-7199-0153-1.
- Поющая душа. Песни ленинградских авторов. 1970-е годы. — СПб.: Всерусский собор, 2008. — 864 с. — ISBN 978-5-903097-23-4.
- Песни, запрещенные в СССР (+ CD) М. Э. Кравчинский, Н. Новгород: Деком, 2008. — 272 с., илл. — ISBN 978-895331-82-8.[7]
- Сгорая, плачут свечи. Избранные песни Александра Лобановского. Москва: ЗАО "Издательство «Экономика», 2015. — 256 с. — ISBN 978-5-282-03408-0